# Miguel de Ambiela
Miguel de Ambiela (né à La Puebla de Albortón (Saragosse) le 29 septembre 1666 et mort à Tolède le 29 mars 1733) est un compositeur espagnol de l'époque baroque.

## Biographie
Après avoir étudié à la collégiale de Daroca, où il aurait fait la connaissance de Pablo Bruna, il y est nommé maître de chapelle le 18 septembre 1685, à l'âge de dix-huit ans. Il exerce ensuite ces mêmes fonctions à Lérida, Jaca, puis à la basilique de Nuestra Señora del Pilar de Saragosse. De 1707 à 1710, il est maître de chapelle au couvent des Clarisses déchaussées de Madrid, qui est alors un centre important de la musique baroque espagnole. Enfin, du 22 mars 1710 à sa mort, il occupe l'un des postes les plus importants dans son domaine, celui de maître de chapelle de la cathédrale Santa María de Tolède, primatiale d'Espagne.

## Œuvres
Miguel de Ambiela s'est exclusivement consacré à la musique religieuse. La majorité de ses compositions sont en latin, et d'inspiration traditionnelle : messes, motets et hymnes. Il est également l'auteur d'œuvres pour orgue, harpe, et jusqu'à huit voix, d'inspiration plus baroque (Miserere et autres psaumes, motets...) mais aussi d'œuvres clairement baroques, marquées par l'influence italienne, dans lesquelles il recourt aux violons, ainsi qu'à un double chœur comprenant au total huit voix (psaumes, villancicos...).

## Source de traduction
- (es) Cet article est partiellement ou en totalité issu de l’article de Wikipédia en espagnol intitulé « Miguel de Ambiela » (voir la liste des auteurs).